# Комуникация посредством компютър
Комуникацията посредством компютър или компютърно-опосредстваната комуникация (на английски: Computer mediated communication) е вид обмен на информация между два или повече, свързани чрез мрежа компютри. Обикновено това понятие се разглежда в по-тесен смисъл като комуникация между двама или повече души, които използват различни комуникационни средства като електронна поща, чат, видео и/или аудио компютърна конференция и много други. Това още може да се разглежда и като технология, сливаща компютрите и телекомуникацията.
Комуникацията посредством компютър може да е синхронна, т.е всички участници са онлайн по едно и също време – видеоконференция, чат и асинхронна – участниците оставят съобщения до някого, получателят ги вижда и им отговаря по-късно – електронна поща, дискусионни форуми). Разбира се някои от формите за комуникацията посредством компютър комбинират синхронността и асинхронността.
Комуникацията посредством компютър улеснява взаимодействието както между самите учащите, така и между учащите и техните преподаватели, дори когато те са на различни географски места. Поради тази причина тя заема важно място при дистанционното обучение.

## Предимства
- свобода на обучението и независимостта му от време и място. Предоставя се удобен достъп до материалите от вкъщи, училище или офиса, позволява на обучаеми и преподаватели да разпределят по-добре свободното си време;
- осигурява равнопоставеност на потребителите помежду им по отношение на социалното им потекло, раса или националност;
- улеснено разпространение и архивиране на файлове и документи (съобщения от преподавателите, работата на учащите, техните оценки и др.).

## Недостатъци
- за осъществяването на този вид комуникация са нужни средства за закупуване на техника. В най-добрия случай е необходим компютър и Интернет връзка с не много висока скорост, но при видео и аудио конференциите се нуждаем от микрофон, камера, звукова карта и високоскоростна Интернет връзка;
- не винаги този вид комуникация може да предаде човешките чувства, т.е. тази комуникация не е толкова пълноценна, както е при комуникацията „лице в лице“.
- Вреди на зрението